# Hàm Thân vương
Hòa Thạc Hàm Thân vương (chữ Hán: 和碩諴親王, tiếng Mãn: ᡥᠣᡧᠣᡳ 
ᠶᠠᡤᡳᠶᠠᠩᡤᠠ 
ᠴᡳᠨ ᠸᠠᠩ, Möllendorff: Hošoi yargiyangga cin wang) là tước vị Thân vương truyền đời của nhà Thanh trong lịch sử Trung Quốc.

## Khái quát
Thủy tổ của Hàm vương phủ là Dận Bí - Hoàng nhị thập tứ tử, cũng là người con trai út của Thanh Thánh Tổ Khang Hi Hoàng đế. Ông được sinh ra vào cuối những năm Khang Hi Đế trị vì, nên ông không có khả năng tranh đoạt Hoàng vị với các Hoàng tử khác. Sau khi lên ngôi, Ung Chính Đế đối với người ấu đệ này cũng vô cùng quan tâm và yêu thương. Năm Ung Chính thứ 11 (1733), ông được tấn phong làm Hàm Thân vương (諴親王), cùng với Hoàng tứ tử Hoằng Lịch và Hoàng ngũ tử Hoằng Trú. Năm Càn Long thứ 38 (1773), ông qua đời, tước vị sẽ được con cháu thế tập, tuy nhiên mỗi lẫn sẽ giáng xuống một bậc.
Hàm vương phủ từ khi thành lập đến khi lụi tàn, truyền được tổng cộng 6 đời, là Vương phủ không phải Thiết mạo tử vương hưởng đúng quy chuẩn thừa tự của Hoàng thất.

### Ý nghĩa phong hiệu
Phong hiệu ["Hàm"] của Dận Bí, Mãn văn là 「yargiyangga」, ý là "Chân thực", "Xác thực", nghĩa rộng là "Chân thành".

### Chi hệ
Dận Bí có tất cả 4 con trai, đều sống đến tuổi trưởng thành. Trong đó, con trai thứ ba Hoằng Khang và con trai thứ tư Hoằng Siêu đều tuyệt tự ở tự bối "Miên", vì vậy Hàm vương phủ chỉ còn lại 2 chi hậu duệ. Hoằng Sướng là con trai trưởng lại là đích xuất duy nhất, tất nhiên được kế thừa Đại tông, mà con trai thứ hai Hoằng Ngộ cũng được đặc ân phong làm Bối tử. Trên chỉ dụ, Càn Long Đế nói: "Thứ tử Hoằng Ngộ vốn được Hàm Khác Thân vương thương yêu, nay gia phong làm Bối tử. Huynh đệ hai người tin tưởng hòa ái lẫn nhau, cùng nhau hiếu kính y mẫu Phúc tấn". Kết quả lại không như mong muốn, anh em hai người bất hòa, liên tục hoạch tội nhau, dẫn đến tước vị thăng giáng liên tục. Đại tông truyền đến con trai Hoằng Sướng là Vĩnh Châu thì phạm tội bị cách tước, tước vị truyền cho hậu duệ của Hoằng Ngộ. Vì vậy đến cuối cùng, chi của Hoằng Ngộ trở thành Đại tông của Hàm vương phủ.

### Địa vị
Càn Long Đế từng bình luận về Dận Bí như sau: "Hòa Thạc Hàm Thân vương làm người đoan chính cẩn trọng, bẩm sinh cẩn thận thành thật. Thời thiếu niên từng cùng trẫm đọc sách, là người thân cận nhất trong các vị thúc. Đãi bị vị thân phiên, cửu chiêu cẩn thận". Có thể thấy được, Dận Bí bản tính tương đối nội liễm ổn trọng, quan hệ với Càn Long cũng không tệ, sau khi được phong tước vẫn tương đối thân cận, vì vậy rất được Càn Long Đế tín nhiệm.

### Kỳ tịch
Sau khi Hàm vương phủ nhập Kỳ, được phân vào Tả dực Cận chi Chính Lam kỳ đệ nhị tộc, cùng tộc với Di vương phủ (hậu duệ Dận Tường), Liêm vương phủ (hậu duệ Dận Tự), phủ Bối tử Dận Đường và Hòa vương phủ (hậu duệ Hoằng Trú).

### Phủ đệ
Hàm Thân vương phủ nằm ở đường lớn. Trong phủ theo chiều ngang chia làm 4 sân nhỏ, kiến trúc chủ thể nằm ở sân nhỏ xa nhất về phía Đông, cổng chính 5 gian, chính điện 5 gian, phối phòng hai bên Đông - Tây mỗi bên 5 gian, hậu điện 3 gian, hậu tẩm và dãy nhà sau mỗi nơi 5 gian. Phủ này đến năm Đồng Trị thứ 8 (1869) được chuyển thành phủ của Vinh An Cố Luân Công chúa - con gái trưởng của Hàm Phong Đế, sau lại trở thành phủ của Vinh Thọ Cố Luân Công chúa, thường được biết đến là "Đại Công chúa phủ". Sau khi thành lập Tân Trung quốc, nơi này được cải tạo thành Bệnh viện Trung y Bắc Kinh. Năm 1985 vì nhu cầu xây dựng nhà cao tầng, phủ đệ được đem dời đến Mật Vân.

## Hàm Thân vương
Thứ tự thừa kế Hàm vương phủ. Số năm lần lượt là năm sinh, năm thừa tước, năm mất; in đậm là khoảng thời gian thụ tước:
1. Hàm Khác Thân vương Dận Bí (胤祕)
1716 - 1733 - 1774
2. Hàm Mật Quận vương Hoằng Sướng (弘暢)
1741 - 1774 - 1795
3. Dĩ cách Bối lặc Vĩnh Châu (永珠)
1759 - 1795 - 1836 - 1837
Truy phong Bối tử Vĩnh Tùng (永松)
1782 - 1827
4. Bối tử Miên Huân (綿勳)
1817 - 1836 - 1893
5. Phụng ân Trấn quốc công Tái Tin (載信)
1855 - 1893 - 1900
6. Phụng ân Trấn quốc công Phổ Duật (溥霱)
1879 - 1902 - 1934

### Hoằng Sướng chi hệ
- 1757 - 1774: Bất nhập bát phân Trấn quốc công Hoằng Sướng - con trai trưởng của Dận Bí. Sơ phong Bất nhập bát phân Phụ quốc công (不入八分輔國公), năm 1774 tập tước Hàm Quận vương.

#### Vĩnh Châu chi hệ
- 1784 - 1788: Tam đẳng Trấn quốc Tướng quân Vĩnh Châu - con trai trưởng của Hoằng Sướng. Năm 1795 tập tước Bối lặc (貝勒).

#### Vĩnh Tường chi hệ
- 1784 - 1811: Tam đẳng Trấn quốc Tướng quân Vĩnh Tường (永祥) - con trai thứ hai của Hoằng Sướng. Năm 1811 thoái tước.
- 1826 - 1829: Phụ quốc Tướng quân Miên Kiệt (綿傑) - con trai trưởng của Vĩnh Tường. Vô tự.

#### Vĩnh Cầm chi hệ
- 1791 - 1826: Tam đẳng Trấn quốc Tướng quân Vĩnh Cầm (永芩) - con trai thứ ba của Hoằng Sướng. Năm 1826 bị cách tước.
- 1826 - 1852: Phụng ân Tướng quân Miên Hoán (綿煥) - con trai trưởng của Vĩnh Cầm. Vô tự.

#### Miên Hoán chi hệ
- 1805 - 1826: Phụ quốc Tướng quân Miên Hoán (綿煥) - con trai trưởng của Vĩnh Cầm. Năm 1826 bị cách tước.

#### Miên Tinh chi hệ
- 1825 - 1840: Phụng ân Tướng quân Miên Tinh (綿𠻖) - con trai thứ ba của Vĩnh Cầm. Sơ phong Phụ quốc Tướng quân (輔國將軍), năm 1825 bị cách tước, sửa tước Phụng ân Tướng quân (奉恩將軍), năm 1840 được cho làm con thừa tự của Vĩnh Dụ (永裕).

#### Vĩnh Dụ chi hệ
- 1791 - 1825: Tam đẳng Trấn quốc Tướng quân Vĩnh Dụ (永裕) - con trai thứ tư của Hoằng Sướng.
- 1825 - 1845: Phụ quốc Tướng quân Miên Đan (綿丹) - con trai trưởng của Vĩnh Dụ. Vô tự.

### Hoằng Ngộ chi hệ
- 1763 - 1778, 1794 - 1799, 1809 - 1811: Phụng ân Tướng quân Hoằng Ngộ (弘旿) - con trai thứ hai của Dận Bí. Sơ phong Nhị đẳng Trấn quốc Tướng quân (二等鎮國將軍), năm 1774 thăng Bối tử (貝子), năm 1778 bị cách tước, năm 1794 phong Phụng ân Tướng quân (奉恩將軍), năm 1799 lại bị cách tước, năm 1809 được phục phong.
- 1811 - 1827: Phụng ân Tướng quân Vĩnh Tùng (永松) - con trai thứ năm của Hoằng Ngộ.
- 1827 - 1836: Phụng ân Tướng quân Miên Huân (綿勳) - con trai thứ hai của Vĩnh Tùng. Năm 1836 tập tước Bối tử (貝子).

### Hoằng Khang chi hệ
- 1780 - 1814: Bất nhập bát phân Phụ quốc công, Nhị đẳng Trấn quốc Tướng quân Hoằng Khang (弘康) - con trai thứ ba của Dận Bí. Sơ phong Nhị đẳng Trấn quốc Tướng quân (二等鎮國將軍), năm 1809 thêm hàm Bất nhập bát phân Phụ quốc công (不入八分輔國公).
- 1814 - 1841: Phụ quốc Tướng quân Vĩnh Thuần (永純) - con trai trưởng của Hoằng Khang. Năm 1841 bị cách tước.

#### Vĩnh Thuần chi hệ
- 1811 - 1814: Phụng quốc Tướng quân Vĩnh Thuần (永純) - con trai trưởng của Hoằng Khang. Năm 1814 tập tước Phụ quốc Tướng quân (輔國將軍).

### Hoằng Siêu chi hệ
- 1775 - 1777: Tam đẳng Phụ quốc Tướng quân Hoằng Siêu (弘超) - con trai thứ tư của Dận Bí. Năm 1777 bị cách tước.

### Dịch Quân chi hệ
- 1868 - 1871: Trấn quốc Tướng quân Dịch Quân (奕均) - con trai thứ hai của Miên Huân.
- 1872 - 1894: Trấn quốc Tướng quân Tái Tin - con trai trưởng của Dịch Quân. Năm 1889 tập tước Phụng ân Trấn quốc công (奉恩鎮國公).

### Phổ Tế chi hệ
- 1904 - 1933: Nhất đẳng Phụ quốc Tướng quân Phổ Tế (溥霽) - con trai thứ hai của Tái Tin.

### Phổ Vũ chi hệ
- 1904 - ?: Nhất đẳng Phụ quốc Tướng quân Phổ Vũ (溥霦) - con trai thứ ba của Tái Tin.

### Phổ Mộc chi hệ
- 1904 - ?: Nhất đẳng Phụ quốc Tướng quân Phổ Mộc (溥霂) - con trai thứ tư của Tái Tin.

## Phả hệ Hàm Thân vương
|  |  |  |  |                                                     |                                                     |                                                     |                                                     |                                                     |                                                     |  |  |                                                     |  |  |  |  |  |  |  | Quá kế                                    |                                           |                                           |                                           |                                           |                                           |  |  |  |  |  |  |  |  |  |  |  |  |  |  |  |  |  |  |
|  |  |  |  |                                                     |                                                     |                                                     |                                                     |                                                     |                                                     |  |  | Hàm Khác Thân vương Dận Bí 1716 - 1733 - 1773       |  |  |  |  |  |  |  |                                           |                                           |                                           |                                           |                                           |                                           |  |  |  |  |  |  |  |  |  |  |  |  |  |  |  |  |  |  |
|  |  |  |  |                                                     |                                                     |                                                     |                                                     |                                                     |                                                     |  |  |                                                     |  |  |  |  |  |  |  |                                           |                                           |                                           |                                           |                                           |                                           |  |  |  |  |  |  |  |  |  |  |  |  |  |  |  |  |  |  |
|  |  |  |  |                                                     |                                                     |                                                     |                                                     |                                                     |                                                     |  |  |                                                     |  |  |  |  |  |  |  |                                           |                                           |                                           |                                           |                                           |                                           |  |  |  |  |  |  |  |  |  |  |  |  |  |  |  |  |  |  |
|  |  |  |  | Hàm Mật Quận vương Hoằng Sướng 1741 - 1774 - 1795   | Hàm Mật Quận vương Hoằng Sướng 1741 - 1774 - 1795   | Hàm Mật Quận vương Hoằng Sướng 1741 - 1774 - 1795   | Hàm Mật Quận vương Hoằng Sướng 1741 - 1774 - 1795   | Hàm Mật Quận vương Hoằng Sướng 1741 - 1774 - 1795   | Hàm Mật Quận vương Hoằng Sướng 1741 - 1774 - 1795   |  |  |                                                     |  |  |  |  |  |  |  | Phụng ân Tướng quân Hoằng Ngộ 1743 - 1811 | Phụng ân Tướng quân Hoằng Ngộ 1743 - 1811 | Phụng ân Tướng quân Hoằng Ngộ 1743 - 1811 | Phụng ân Tướng quân Hoằng Ngộ 1743 - 1811 | Phụng ân Tướng quân Hoằng Ngộ 1743 - 1811 | Phụng ân Tướng quân Hoằng Ngộ 1743 - 1811 |  |  |  |  |  |  |  |  |  |  |  |  |  |  |  |  |  |  |
|  |  |  |  | Hàm Mật Quận vương Hoằng Sướng 1741 - 1774 - 1795   | Hàm Mật Quận vương Hoằng Sướng 1741 - 1774 - 1795   | Hàm Mật Quận vương Hoằng Sướng 1741 - 1774 - 1795   | Hàm Mật Quận vương Hoằng Sướng 1741 - 1774 - 1795   | Hàm Mật Quận vương Hoằng Sướng 1741 - 1774 - 1795   | Hàm Mật Quận vương Hoằng Sướng 1741 - 1774 - 1795   |  |  |                                                     |  |  |  |  |  |  |  | Phụng ân Tướng quân Hoằng Ngộ 1743 - 1811 | Phụng ân Tướng quân Hoằng Ngộ 1743 - 1811 | Phụng ân Tướng quân Hoằng Ngộ 1743 - 1811 | Phụng ân Tướng quân Hoằng Ngộ 1743 - 1811 | Phụng ân Tướng quân Hoằng Ngộ 1743 - 1811 | Phụng ân Tướng quân Hoằng Ngộ 1743 - 1811 |  |  |  |  |  |  |  |  |  |  |  |  |  |  |  |  |  |  |
|  |  |  |  | Dĩ cách Bối lặc Vĩnh Châu 1759 - 1795 - 1836 - 1837 | Dĩ cách Bối lặc Vĩnh Châu 1759 - 1795 - 1836 - 1837 | Dĩ cách Bối lặc Vĩnh Châu 1759 - 1795 - 1836 - 1837 | Dĩ cách Bối lặc Vĩnh Châu 1759 - 1795 - 1836 - 1837 | Dĩ cách Bối lặc Vĩnh Châu 1759 - 1795 - 1836 - 1837 | Dĩ cách Bối lặc Vĩnh Châu 1759 - 1795 - 1836 - 1837 |  |  |                                                     |  |  |  |  |  |  |  | Truy phong Bối tử Vĩnh Tùng 1782 - 1827   | Truy phong Bối tử Vĩnh Tùng 1782 - 1827   | Truy phong Bối tử Vĩnh Tùng 1782 - 1827   | Truy phong Bối tử Vĩnh Tùng 1782 - 1827   | Truy phong Bối tử Vĩnh Tùng 1782 - 1827   | Truy phong Bối tử Vĩnh Tùng 1782 - 1827   |  |  |  |  |  |  |  |  |  |  |  |  |  |  |  |  |  |  |
|  |  |  |  | Dĩ cách Bối lặc Vĩnh Châu 1759 - 1795 - 1836 - 1837 | Dĩ cách Bối lặc Vĩnh Châu 1759 - 1795 - 1836 - 1837 | Dĩ cách Bối lặc Vĩnh Châu 1759 - 1795 - 1836 - 1837 | Dĩ cách Bối lặc Vĩnh Châu 1759 - 1795 - 1836 - 1837 | Dĩ cách Bối lặc Vĩnh Châu 1759 - 1795 - 1836 - 1837 | Dĩ cách Bối lặc Vĩnh Châu 1759 - 1795 - 1836 - 1837 |  |  |                                                     |  |  |  |  |  |  |  | Truy phong Bối tử Vĩnh Tùng 1782 - 1827   | Truy phong Bối tử Vĩnh Tùng 1782 - 1827   | Truy phong Bối tử Vĩnh Tùng 1782 - 1827   | Truy phong Bối tử Vĩnh Tùng 1782 - 1827   | Truy phong Bối tử Vĩnh Tùng 1782 - 1827   | Truy phong Bối tử Vĩnh Tùng 1782 - 1827   |  |  |  |  |  |  |  |  |  |  |  |  |  |  |  |  |  |  |
|  |  |  |  |                                                     |                                                     |                                                     |                                                     |                                                     |                                                     |  |  |                                                     |  |  |  |  |  |  |  |                                           |                                           |                                           |                                           |                                           |                                           |  |  |  |  |  |  |  |  |  |  |  |  |  |  |  |  |  |  |
|  |  |  |  |                                                     |                                                     |                                                     |                                                     |                                                     |                                                     |  |  | Bối tử Miên Huân 1817 - 1836 - 1893                 |  |  |  |  |  |  |  |                                           |                                           |                                           |                                           |                                           |                                           |  |  |  |  |  |  |  |  |  |  |  |  |  |  |  |  |  |  |
|  |  |  |  |                                                     |                                                     |                                                     |                                                     |                                                     |                                                     |  |  |                                                     |  |  |  |  |  |  |  |                                           |                                           |                                           |                                           |                                           |                                           |  |  |  |  |  |  |  |  |  |  |  |  |  |  |  |  |  |  |
|  |  |  |  |                                                     |                                                     |                                                     |                                                     |                                                     |                                                     |  |  | Trấn quốc Tướng quân Dịch Quân 1836 - 1871          |  |  |  |  |  |  |  |                                           |                                           |                                           |                                           |                                           |                                           |  |  |  |  |  |  |  |  |  |  |  |  |  |  |  |  |  |  |
|  |  |  |  |                                                     |                                                     |                                                     |                                                     |                                                     |                                                     |  |  |                                                     |  |  |  |  |  |  |  |                                           |                                           |                                           |                                           |                                           |                                           |  |  |  |  |  |  |  |  |  |  |  |  |  |  |  |  |  |  |
|  |  |  |  |                                                     |                                                     |                                                     |                                                     |                                                     |                                                     |  |  | Phụng ân Trấn quốc công Tái Tín 1855 - 1894 - 1900  |  |  |  |  |  |  |  |                                           |                                           |                                           |                                           |                                           |                                           |  |  |  |  |  |  |  |  |  |  |  |  |  |  |  |  |  |  |
|  |  |  |  |                                                     |                                                     |                                                     |                                                     |                                                     |                                                     |  |  |                                                     |  |  |  |  |  |  |  |                                           |                                           |                                           |                                           |                                           |                                           |  |  |  |  |  |  |  |  |  |  |  |  |  |  |  |  |  |  |
|  |  |  |  |                                                     |                                                     |                                                     |                                                     |                                                     |                                                     |  |  | Phụng ân Trấn quốc công Phổ Duật 1879 - 1902 - 1934 |  |  |  |  |  |  |  |                                           |                                           |                                           |                                           |                                           |                                           |  |  |  |  |  |  |  |  |  |  |  |  |  |  |  |  |  |  |
|  |  |  |  |                                                     |                                                     |                                                     |                                                     |                                                     |                                                     |  |  |                                                     |  |  |  |  |  |  |  |                                           |                                           |                                           |                                           |                                           |                                           |  |  |  |  |  |  |  |  |  |  |  |  |  |  |  |  |  |  |
|  |  |  |  |                                                     |                                                     |                                                     |                                                     |                                                     |                                                     |  |  | Dục Nhạc 1903 - ?                                   |  |  |  |  |  |  |  |                                           |                                           |                                           |                                           |                                           |                                           |  |  |  |  |  |  |  |  |  |  |  |  |  |  |  |  |  |  |